# Кинематограф Бельгии
Бельгийское кино — киноискусство и кино индустрия Бельгии.

## История
Среди новаторов анимационных устройств до появления братьев Люмьер был бельгийский профессор экспериментальной физики Жозеф Плато. Он изобрел в 1836 году стробоскопический аппарат, «фенакистископ». Он состоял из двух дисков, один с малыми равноудаленными радиальными окошками, сквозь которые зритель мог смотреть, а другой диск содержал последовательность изображений. Когда два диска вращались на нужной скорости, синхронизация окон и изображений создавали анимационный эффект. Проекция стробоскопических фотографий, создавая иллюзию движения, и привела к появлению кинематографа.
Первый публичный показ в Бельгии состоялся 1 марта 1896 в Галерее Королей в Брюсселе. В последующие годы произошел всплеск кино деятельности, в которой изначально лидировал французской промышленник Шарль Пате. Один из его помощников, Альфред Машен основал первую производственную студию в 1910 году. Некоторые из его фильмов до сих пор хранятся в Королевском Киноархиве в Брюсселе. Первый бельгийский кино продюсер был Ипполит де Кемпенер, который произвёл несколько интересных фильмов, пока его студия не сгорела в 1923 году.

### 1930—1980
Уже в 1930-х годах начались первые серьёзные попытки кинопроизводства. Несколько видных деятелей, таких как Шарль Декёкелер и Анри Сторк экспериментировали с новыми методами и основали Бельгийскую Документальную школу, которая была долгое время являлась основой бельгийского кино. С появлением звука, такие режиссёры как Ян Вандерхейден в полной мере принялись изучать возможности нового искусства, адаптируя в кино популярные литературные произведения, такие как «Де Витте» Эрнеста Клаеса. «Де Витте» оказался ключевой работой в истории бельгийского кино. Фильм имел огромный успех.
Из-за того, что развитие художественных фильмов часто натыкалось на трудности, анимационные фильмы постепенно приобретали репутацию за рубежом, возглавляемые такими аниматорами как Рауль Серве, который завоевал несколько наград в 60-е и «Золотую пальмовую ветвь» в 1979 году за короткометражный фильм «Гарпия».

### 1980—2000
1980-е годы порвали с традициями 60-х и 70-х, всё больше воспринимающимися слишком театральными и перегруженными деревенской драмой. Этот период дал дорогу более смелым и авторским картинам таких режиссёров как Марк Дидден («Брюссель ночью») и Роббе де Херт («Blueberry Hill», «Brylcream Boulevard»).
В 1985 однако произошёл провал амбициозного фильма «De Leeuw van Vlaanderen», сценаристом и режиссёром которого был Хюго Клаус. Успехи в анимационном кино продолжил Оскар «За лучший анимационный короткометражный фильм», полученный в 1987 году за фильм «Греческая трагедия» режиссёра Николь ван Гётем.
Бельгийское кино 90-х испытывало подъём, получив международную признательность за фильмы «Это случилось рядом с вами» (режиссёр Реми Бельво), Данс (режиссёр Стийн Конинкс) и «Розетта» (режиссёры — братья Дарденн).
В 2000 году  фильм Доминика Деруддера «Everybody’s Famous!» был номинирован на Оскар в категории за лучший фильм на иностранном языке. Как и «Розетта», фильм «Дитя» братьев Дарденн получил в 2005 году «Золотую пальмовую ветвь» на Каннском кинофестивале.

## Известные режиссёры
- Анри Сторк
- Шанталь Акерман
- Братья Дарденн
- Жерар Корбьо
- Андре Дельво
- Рауль Серве
- Андре Кавенс
- Реми Бельво

## Известные бельгийские фильмы
- De Witte (1934)
- Это случилось рядом с вами (1992)
- Daens (1993)
- La vie sexuelle des Belges 1950-78 (1994)
- Camping Cosmos (1996)
- Розетта (1999)
- Everybody's Famous! (2000)
- The Alzheimer Case (2003)
- Дитя (2005)
- Экс-ударник (2007)
- Бен Икс (2007)
- Loft (2008)

## Актеры
- Бенуа Пульворд
- Кун Крюке
- Жак Брель
- Ян Деклер

## Бельгийские кинофестивали
- Золотая шпора